# Purupurú
Purupurú, stara indijanska populacija porodice Arauan koji u 18. stoljeću obitavali u području između rijeka Purus i Ituxi. Posljednji ostaci starih Purupurua opaženi su sredinom 19. stoljeća između jezera Jary (Panará-Mirim do Jary) i rijeke Paraná-Pixuna, desna pritoka donjeg Purusa i ušću Ituxija. 
Kasnija plemena Paumari i Juberi vode se kao preživjeli ostaci ove stare populacije. Juberi (Jubirí, Yuberí), na donjem toku rijeke Tapauá i na obali srednjeg Purusa a Paumari na Ituxi, Sepatini i Tapauá u brazilskoj državi Amazonas.